# باولو إيزيدورو
باولو إيزيدورو (بالبرتغالية: Paulo Isidoro de Jesus‏) (مواليد 3 أغسطس 1953) هو لاعب كرة قدم. يلعب مع منتخب البرازيل لكرة القدم. سبق له أن لعب في كأس العالم لكرة القدم مع منتخب بلاده.

## روابط خارجية
- باولو إيزيدورو على موقع الاتحاد الدولي (مؤرشف)  (الإنجليزية)
- باولو إيزيدورو على موقع قاعدة بيانات كرة القدم.إي يو (الإنجليزية)
- باولو إيزيدورو على موقع ناشيونال فوتبول تيمز (الإنجليزية)